# 러시아 중앙은행
러시아 연방 중앙은행(러시아어: Центральный банк Российской Федерации) 또는 러시아 은행(러시아어: Банк России)는 러시아의 중앙은행으로 1860년 러시아 제국 시절에 설립되었다.
그 기능은 러시아 헌법(75조)과 연방특별법에 기술되어 있다.

## 같이 보기
- 러시아의 경제